# Neotrichia yagua
Neotrichia yagua är en nattsländeart som beskrevs av Harris och Davenport 1992. Neotrichia yagua ingår i släktet Neotrichia och familjen smånattsländor. Inga underarter finns listade i Catalogue of Life.